# Flora von Nieder-Österreich
Flora von Nieder-Österreich (abreviado Fl. Nieder-Osterreich) es un libro con ilustraciones y descripciones botánicas que fue escrito por el botánico austro- alemán Günther von Mannagetta und Lërchenau Beck y publicado en 2 volúmenes en los años 1890-1893.